# 187447 Johnmester
187447 Johnmester è un asteroide della fascia principale. Scoperto nel 2005, presenta un'orbita caratterizzata da un semiasse maggiore pari a 2,7105560 au e da un'eccentricità di 0,2170461, inclinata di 15,02410° rispetto all'eclittica.